# Frans Van der Steen
Frans Van der Steen (ur. 14 czerwca 1911 r. w Lebbeke, zm. 27 września 1996 r. tamże) – belgijski lekkoatleta, biegacz długodystansowy, wielokrotny mistrz kraju w biegu na 10 000 metrów, uczestnik mistrzostw Europy.
W 1932 roku Van der Steen zdobył pierwsze mistrzostwo kraju w biegu na 10 000 metrów. Rok później obronił tytuł ustanawiając nowy rekord Belgii z czasem 32:27,2	. W latach 1934 i 1938 ponownie stanął na najwyższym stopniu podium. 
Belg biegał także w maratonach i półmaratonach. Podczas rozgrywanych w Turynie I Mistrzostw Europy w 1934 roku Van der Steen wystartował w biegu maratońskim, którego nie ukończył. W 1939 roku wygrał Grand Fond, bieg półmaratoński rozgrywany pomiędzy miastami Ninove i Anderlecht (bieg miał rangę mistrzostw Belgii).